# Калачівський (зупинний пункт)
Калачівський — зупинний пункт (колишній роз'їзд) Полтавської дирекції Південної залізниці на лінії Полтава-Південна — Кременчук. Знаходиться у Кременчуцькому районі між зупинним пунктом 248 км (1,5 км) та блокпостом 252 км (2,5). Найближчий населений пункт — село Рокитне (1 км на північ).

## Назва
Зупинний пункт, який раніше називався «Калачевський», названо на честь українського композитора, піаніста, громадського діяча та юриста Михайла Миколайовича Калачевського, маєток якого знаходився неподалік, у селі Рокитне.

## Станційні споруди
Раніше на блокпості були квиткова каса та зал очікування. Зараз будівлі для пасажирів не функціонують.
Зупинний пункт обладнано двома платформами: бічною (наразі не використовується для посадки й висадки) та острівною. Після електрифікації лінії 2011 року колія біля бічної платформи була демонтована.

## Пасажирське сполучення
Тут зупиняються приміські поїзди (електрички): Крюків-на-Дніпрі — Полтава, Кременчук — Кобеляки, Кременчук — Полтава.